# Abd al-Hamid Karami
Abd al-Hamid Karami, Abdul Hamid Karami (arab. عبد الحميد كرامي, ur. 23 października 1890, zm. 1950) – libański polityk, premier Libanu w 1945 roku, przywódca religijny.
Karami wywodził się z jednej z najbardziej wpływowych sunnickich libańskich rodzin. Członkowie rodziny tradycyjnie pełnili urząd muffiego w Trypolisie. Abd al-Hamid również dostąpił tego zaszczytu, jednak został pozbawiony tej roli przez Francuzów. Był jednym z liderów ruchu na rzecz niepodległości Libanu. Już po uzyskaniu niezależności od Francji Karami został premierem. Pełnił tę funkcję od 10 stycznia do 20 sierpnia 1945 roku. Jego następcą został Sami as-Sulh. Karami pełnił również funkcję ministra finansów. Jego synowie, Raszid i Umar, zostali również bardzo ważnymi postaciami w życiu politycznym Libanu. Obaj wielokrotnie stawali na czele rządu.